# مخيم (كشافة)

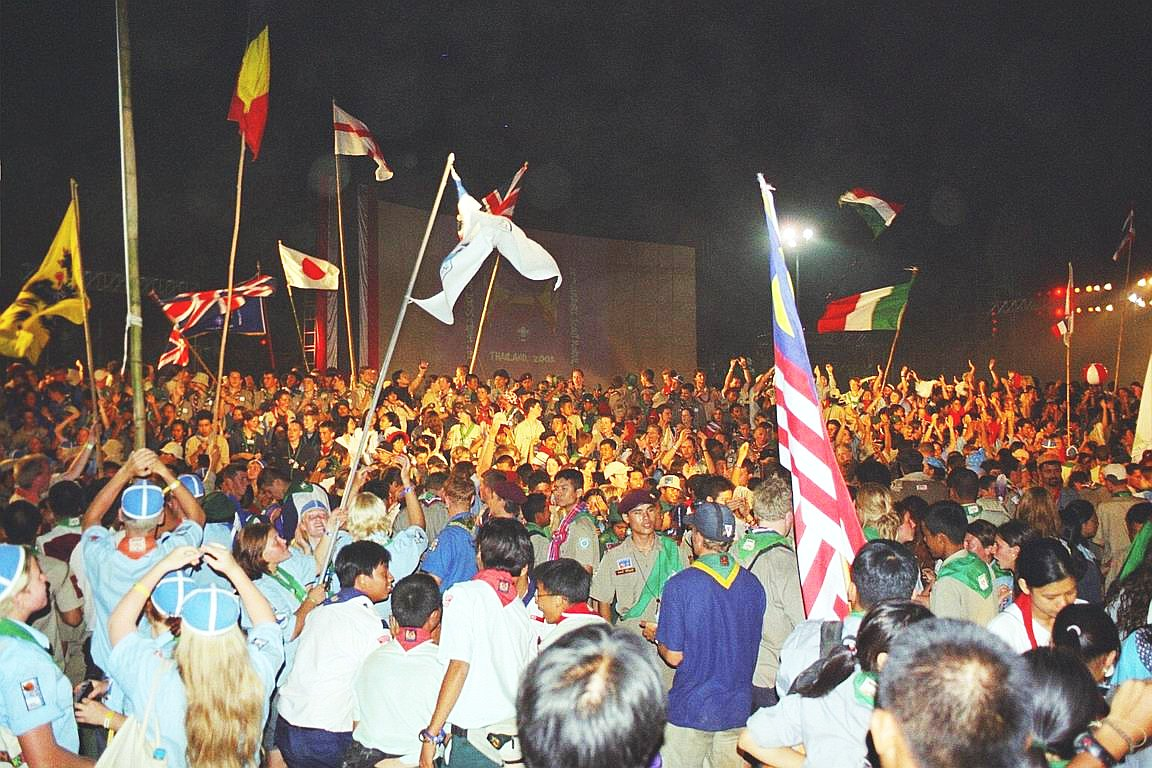
الحفل الختامي للمخيم الكشفي العالمي العشرون الذي تم عقده في تايلاند في بين عامي 2003/2002.

الجامبوري في الكشافة هو مهرجان ضخم يتجمع فيه عدد هائل من منسوبي الكشافة في مكان ما على المستوى الوطني أو الدولي.
عقد المخيم الكشفي العالمي الأول في عام 1920، واستضافته المملكة المتحدة. ومنذ ذلك الحين، كان هناك ثلاثة وعشرين مخيم كشفي عالمي،استضافته مختلف البلدان، وعموما كل أربع سنوات يتم عقد هذا المهرجان في دولة من دول العالم. والمخيم الكشفي العالمي المقبل سيكون الرابع والعشرين وسيتم عقده في أمريكا الشمالية في عام 2019.
هناك أيضا المهرجانات الوطنية والقارية الأوروبية التي تم عقدها في جميع أنحاء العالم مع فترات زمنية متفاوتة. وكثير من هذه الأحداث تدعوة لجذب الكشافة من الخارج.

## روابط خارجية
- تاريخ المخيم الكشفي
- - المهرجان الوطني التشيكي في بلسن نسخة محفوظة 29 يونيو 2008 على موقع واي باك مشين.
- -المخيم الوطني في بلجيكا
- المخيم الكشفي في ليتوانيا
- المخيم الوطني النيوزيلندي في كرايستشيرش 2008
- الذكرى ال100 للمخيم الكشفي العالمي
- المخيم الكشفي الوطني 2010 نسخة محفوظة 7 يوليو 2010 على موقع واي باك مشين.
- الصفحة المرجعية للمخيم الكندي